# 人力资源
人力资源（英語：Human Resources；简称：HR），是指一個機構中由人所組成的勞動力。人力資源的安排、運用稱為“人力资源管理”，關鍵功能是『在合適的時間，將合適的人員，安排在合適的職務上』，乃企业用來治理與運用人力资本的部門。往昔人力資源管理泛稱為“劳动力管理”和“人事管理”，曾經僅專注於“工资计算和发放”和“雇员档案管理”的功能。
人力资源的基本環節包含著体力和智力。如果从现实的应用形态来看，则需要包含体质、智力、知识和技能四个方面。

## 人力资源管理要考虑的环境要素
1. 宏观经济环境
2. 技术发展
3. 行业因素
4. 组织文化
5. 组织战略（发展战略，竞争战略）
6. 劳动力市场
7. 政治环境
8. 法律规定
9. 工会活动
10. 人员流动

## 人力资源管理的範圍
- 人力资源的策略规划
- 招聘筛选
- 薪酬管理
- 培训发展
- 人力资源规划
- 績效管理
- 人员激励

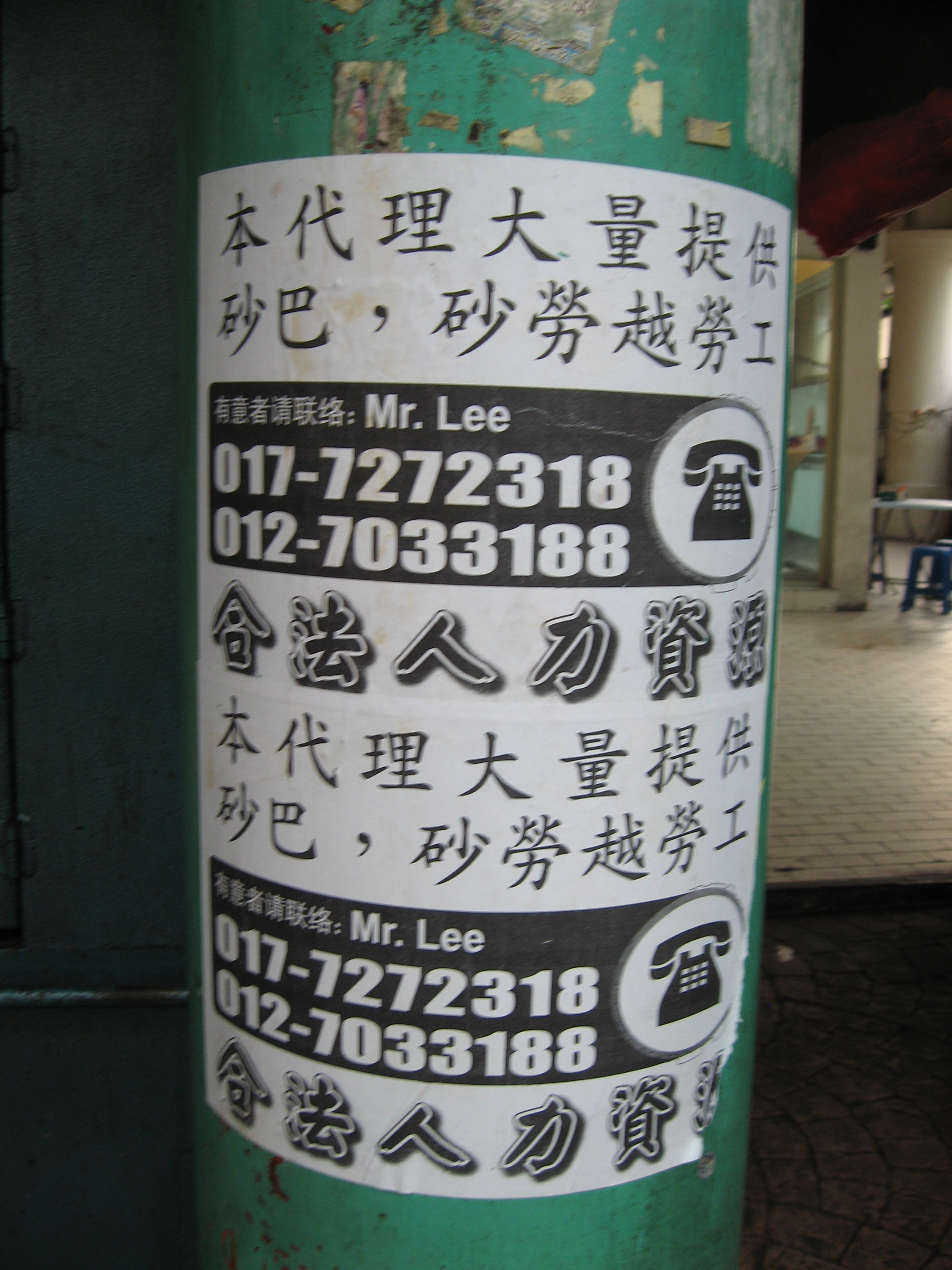
沙巴和砂拉越勞動力廣告，吉隆坡。

- 菁英人才管理（Talent Management）
- 领导力发展（Leadership Development）
- 劳动关系

## 人力资源的特徵
时效性、能动性、两重性、智力性、再生性、连续性、时代性、社会性、消耗性